# Artelida calcarata
Artelida calcarata là một loài bọ cánh cứng trong họ Cerambycidae.